# Pinarnegrillo (kommunhuvudort)
Pinarnegrillo är en kommunhuvudort i Spanien.   Den ligger i provinsen Provincia de Segovia och regionen Kastilien och Leon, i den centrala delen av landet, 100 km norr om huvudstaden Madrid. Pinarnegrillo ligger 855 meter över havet och antalet invånare är 158.
Terrängen runt Pinarnegrillo är platt. Runt Pinarnegrillo är det glesbefolkat, med 20 invånare per kvadratkilometer. Närmaste större samhälle är Fuentepelayo, 4,5 km nordost om Pinarnegrillo. Trakten runt Pinarnegrillo består till största delen av jordbruksmark.